# Berty Albrecht
Berty Albrecht (nombre de soltera Berty Wild (Marsella, 15 de febrero de 1893 - Fresnes, 1943) fue una activista francesa, miembro de la Resistencia Francesa durante la ocupación nazi de Francia en la Segunda Guerra Mundial.

## Biografía
Nacida en el seno de una familia católica netamente y burguesa de Marsella, se casó con el banquero neerlandés Frederic Albrecht en 1918. 
Tras separarse de su marido, se establece en París y se une a Victor Basch, un profesor de la Sorbona y presidente de la Liga Francesa para la defensa de los Derechos del Hombre y del Ciudadano. Crea entonces una revista feminista, Le problème sexuel, en la que preconiza el derecho a la contracepción y al aborto.
Muy lúcida ante la realidad del nazismo y contraria al Tratado de Múnich, funda un centro de acogida para los refugiados alemanes. Conocerá al capitán Henri Frenay, y participará en todas las iniciativas de Resistencia que este organice a pesar de sus divergencias políticas, ya que Berty Albrecht se sitúa cerca del Partido Comunista mientras Frenay es un socialista cristiano, enemigo visceral de los nazis y de los colaboracionistas. Ambos manifestaron sus dudas entre 1940 y 1943 respecto al General De Gaulle como jefe político del movimiento de los resistentes. Ambos rechazaron totalmente la política del régimen de Vichy de la Revolución Nacional así como la política de partidos de finales de la III República. 
Juntos editarán de modo sucesivo tres grandes periódicos: "Boletines de Informaciones y de Propaganda", "Las Alitas", y "Verdades", antes de convertirse en dirigentes de la red Combat.
Detenida y liberada o evadida en varias ocasiones, se suicida en la cárcel de Fresnes. Está enterrada en la cripta del Mont Valérien.
Berty Albrecht es una de las seis mujeres a quien se ha otorgado la orden de los "Compañeros de la Liberación" (Compagnons de la Libération).